# Pleuritis
Pleuritis (in de volksmond ook wel pleuris, in zuidelijke dialecten fleuris) is een ontsteking aan het borstvlies rondom de longen en aan de binnenkant van de thorax, de pleura. Dit kan door een virus of een bacteriële infectie komen of door directe irritatie van de pleura. Indien zich vocht tussen de longvliezen ophoopt, spreekt men van pleuravocht (exsudaat). Deze vorm van pleuritis wordt pleuritis exsudativa (natte pleuris) genoemd. Dit in tegenstelling tot de pleuritis sicca (droge pleuris) waarbij er weinig tot geen exsudaat wordt gevormd. Pleuravocht kan geïnfecteerd raken, waarbij een empyeem ontstaat. Bij uitgebreide uitzaaiing van kankercellen tussen de pleurabladen spreekt men van pleuritis carcinomatosa. In de 20e eeuw werd pleuritis weleens als een eufemisme voor tuberculose gebruikt, ook als er geen tuberculeuze pleuritis aanwezig was.

## Symptomen
Het typische beeld van een pleuritis is een stekende pijn die verergert bij het ademhalen en bij hoesten. Afhankelijk van de precieze locatie van de ontsteking kan de pijn uitstralen naar de buik, de nek en de schouders. Meestal ademt de patiënt snel en oppervlakkig. Soms bestaat er lichte temperatuurverhoging.

## Behandeling
Pleuritis wordt behandeld door de oorzaak te behandelen, indien nodig en mogelijk. Bacteriële pleuritis is meestal goed te behandelen met antibiotica, virale door een afwachtend beleid of met ontstekingsremmers.